# Nico Williams
Nicholas (Nico) Williams Arthuer (Pamplona, 12 juli 2002) is een Spaans voetballer van Ghanese afkomst die doorgaans als vleugelspeler speelt. Hij stroomde in 2021 door vanuit de jeugd van Athletic Club. Williams debuteerde in 2022 in het Spaans voetbalelftal. Hij is het broertje van Iñaki Williams.

## Clubcarrière

### Athletic Bilbao
Williams komt net als zijn oudere broer Iñaki Williams uit de jeugdopleiding van Athletic Club. Hiervoor debuteerde hij op 28 april 2021 in de Primera División, tegen Real Valladolid. Hij kwam na 62 minuten in het veld. Tien minuten later kwam ook zijn broer Iñaki het veld op. Dat was de eerste keer sinds 1986 (met de broers Patxi en Julio Salinas) dat er twee broers samenspeelden bij Athletic Bilbao. Williams kwam in zijn eerste seizoen twee keer in actie en kreeg in 2021/22 bijna iedere speelronde speeltijd. 
Hij groeide in 2022/23 uit tot vaste basisspeler bij Bilbao. Hij was op 11 september tegen Elche CF goed voor zijn eerste doelpunt in het profvoetbal en gaf die wedstrijd bovendien ook een assist. Hij kwam tot negen goals en zes assists dat seizoen en dat betekende zijn definitieve doorbraak. Ook het seizoen erna viel hij op met acht goals en liefst negentien assists in alle competities. Zo was hij op 6 juni 2024 in de finale van de Copa del Rey tegen RCD Mallorca goed voor de assist op de enige Athletic-goal, waarna Athletic won op penalty's.

## Clubstatistieken
| Seizoen     | Club            | Competitie       | Competitie | Competitie | Beker | Beker | Internationaal | Internationaal | Totaal | Totaal |
| Seizoen     | Club            | Competitie       | Wed.       | Dlp.       | Wed.  | Dlp.  | Wed.           | Dlp.           | Wed.   | Dlp.   |
| ----------- | --------------- | ---------------- | ---------- | ---------- | ----- | ----- | -------------- | -------------- | ------ | ------ |
| 2020/21     | Athletic Bilbao | Primera División | 2          | 0          | 0     | 0     | —              | —              | 2      | 0      |
| 2021/22     | Athletic Bilbao | Primera División | 34         | 0          | 4     | 2     | —              | —              | 38     | 2      |
| 2022/23     | Athletic Bilbao | Primera División | 36         | 6          | 7     | 3     | —              | —              | 43     | 9      |
| 2023/24     | Athletic Bilbao | Primera División | 31         | 5          | 6     | 3     | —              | —              | 37     | 8      |
| Club totaal | Club totaal     | Club totaal      | 103        | 11         | 17    | 8     | 0              | 0              | 120    | 20     |

Bijgewerkt t/m 13 juli 2024.

## Interlandcarrière
Williams speelde voor de Spaanse nationale jeugdelftallen onder 18 en onder 21, maar kwam daarmee niet uit op een eindtoernooi. Hij debuteerde op 24 september 2022 in het Spaans voetbalelftal. Coach Luis Enrique liet hem toen in de 63e minuut invallen voor Pablo Sarabia in een met 1–2 verloren wedstrijd in het kader van de UEFA Nations League 2022/23 uit bij Zwitserland. Hij mocht twee maanden later ook mee naar het WK 2022. Hierop had hij een basisplaats in de groepswedstrijd tegen Japan en mocht hij invallen tegen zowel Costa Rica, Duitsland als in de achtste finale tegen Marokko. 

### EK 2024
Williams werd op 7 juni 2024 door bondscoach Luis de la Fuente opgenomen in de Spaanse selectie voor het EK 2024 in Duitsland. Hierin was hij samen met Lamine Yamal de gevaarlijkste aanvaller. Hij scoorde in de achtste finale tegen Georgië en maakte de openingstreffer in de met 2-1 gewonnen finale tegen Engeland.
| Interlands van Nico Williams voor Spanje | Interlands van Nico Williams voor Spanje | Interlands van Nico Williams voor Spanje | Interlands van Nico Williams voor Spanje | Interlands van Nico Williams voor Spanje | Interlands van Nico Williams voor Spanje |
| №                                        | Datum                                    | Wedstrijd                                | Uitslag                                  | Competitie                               | Goals                                    |
| ---------------------------------------- | ---------------------------------------- | ---------------------------------------- | ---------------------------------------- | ---------------------------------------- | ---------------------------------------- |
| Als speler bij Athletic Club             |                                          |                                          |                                          |                                          |                                          |
| 1.                                       | 24 september 2022                        | Spanje – Zwitserland                     | 1 – 2                                    | Nations League 2022/23                   |                                          |
| 2.                                       | 27 september 2022                        | Portugal – Spanje                        | 0 – 1                                    | Nations League 2022/23                   |                                          |
| 3.                                       | 17 november 2022                         | Jordanië – Spanje                        | 1 – 3                                    | Vriendschappelijk                        | 84'                                      |
| 4.                                       | 23 november 2022                         | Spanje – Costa Rica                      | 7 – 0                                    | WK 2022                                  |                                          |
| 5.                                       | 27 november 2022                         | Spanje – Duitsland                       | 1 – 1                                    | WK 2022                                  |                                          |
| 6.                                       | 1 december 2022                          | Japan – Spanje                           | 2 – 1                                    | WK 2022                                  |                                          |
| 7.                                       | 6 december 2022                          | Marokko – Spanje                         | 0 – 0 (3 – 0 n.s.)                       | WK 2022                                  |                                          |
| 8.                                       | 28 maart 2023                            | Schotland – Spanje                       | 2 – 0                                    | Kwalificatie EK 2024                     |                                          |
| 9.                                       | 8 september 2023                         | Georgië – Spanje                         | 1 – 7                                    | Kwalificatie EK 2024                     | 68'                                      |
| 10.                                      | 12 september 2023                        | Spanje – Cyprus                          | 6 – 0                                    | Kwalificatie EK 2024                     |                                          |
| 11.                                      | 19 november 2023                         | Spanje – Georgië                         | 3 – 1                                    | Kwalificatie EK 2024                     |                                          |
| 12.                                      | 22 maart 2024                            | Spanje – Colombia                        | 0 – 1                                    | Vriendschappelijk                        |                                          |
| 13.                                      | 26 maart 2024                            | Spanje – Brazilië                        | 3 – 3                                    | Vriendschappelijk                        |                                          |
| 14.                                      | 8 juni 2024                              | Spanje – Noord-Ierland                   | 5 – 1                                    | Vriendschappelijk                        |                                          |
| 15.                                      | 15 juni 2024                             | Spanje – Kroatië                         | 3 – 0                                    | EK 2024                                  |                                          |
| 16.                                      | 20 juni 2024                             | Spanje – Italië                          | 1 – 0                                    | EK 2024                                  |                                          |
| 17.                                      | 30 juni 2024                             | Spanje – Georgië                         | 4 – 1                                    | EK 2024                                  | 75'                                      |
| 18.                                      | 5 juli 2024                              | Spanje – Duitsland                       | 2 – 1                                    | EK 2024                                  |                                          |
| 19.                                      | 9 juli 2024                              | Spanje – Frankrijk                       | 2 – 1                                    | EK 2024                                  |                                          |
| 20.                                      | 14 juli 2024                             | Spanje – Engeland                        | 2 – 1                                    | EK 2024                                  | 46'                                      |

Bijgewerkt op 14 juli 2024.

## Erelijst
| Competitie             | Aantal          | Jaren           |
| Athletic Bilbao        | Athletic Bilbao | Athletic Bilbao |
| ---------------------- | --------------- | --------------- |
| Copa del Rey           | 1x              | 2023/24         |
| Spanje                 |                 |                 |
| Europees Kampioenschap | 1×              | 2024            |

## Trivia
Williams onderhoudt een goede vriendschap met zijn mede-Spaanse international Lamine Yamal.